# کریوسول
کریوسول (به انگلیسی: Creosol) با فرمول شیمیایی C۸H۱۰O۲ یک ترکیب شیمیایی با شناسه پاب‌کم ۷۱۴۴ است؛ که جرم مولی آن 138.16 g/mol می‌باشد. شکل ظاهری این ترکیب، مایع بی‌رنگ تا زرد آروماتیک است.